# Onnia circinata
Onnia circinata är en svampart som först beskrevs av Elias Fries, och fick sitt nu gällande namn av Petter Adolf Karsten 1889. Onnia circinata ingår i släktet Onnia och familjen Hymenochaetaceae.   Inga underarter finns listade i Catalogue of Life.